# 鼻蛭
鼻蛭为柔蛭科鼻蛭属的一个种，分布于印度、缅甸、斯里兰卡、泰国、马来西亚、日本、台湾岛以及中国大陆的西南地区等地，多生活于高山小积水里（小溪流或小水潭）以及也见于牛、马饮水的水槽以及哺乳动物常去的泉水、井和小水沟里，栖息于水中腐败的落叶底下或石块下。其生存的海拔下限为1000米。该物种的模式产地在印度。

## 其他
法籍傳教士佛荷里，1915年在台灣東部採集時，疑為本種鼻蛭「侵入鼻腔血流不止，在醫師取出二條"水蛭"後，因無進一步就醫，仍至衰竭死亡」。